# Lisa Gets an "A"
«Lisa Gets an "A"» —«Lisa obtiene una matrícula» en España y «Lisa obtiene un 10» en Hispanoamérica— es el séptimo episodio de la décima temporada de Los Simpson, emitido por primera vez en la FOX en Estados Unidos el 22 de noviembre de 1998. El argumento versa sobre Lisa, quien copia en un examen para el que no había estudiado y finalmente acaba sacando una nota de A+++, pero empieza a sentirse culpable y acaba confesando que hizo trampa. A la par, Homer se compra una langosta con la intención de alimentarla y comérsela posteriormente. Sin embargo, empieza a sentir cariño por ella y acaba decidiendo adoptarla como mascota bajo el nombre de «Pinchy» —«Tenacitas» en España y «Tenazas» en Hispanoamérica—.
La dirección del episodio fue llevada a cabo por Bob Anderson y, aunque el guion fue escrito por Ian Maxtone-Graham, ninguno de los argumentos fue concebido por él. Ron Hauge tuvo la idea sobre la trama principal, mientras que Richard Appel, quien también es un guionista de la serie, propuso la secundaria. El episodio satiriza a las instituciones educativas, y se hace referencia al videojuego Crash Bandicoot y a los ordenadores Coleco.
En su primera emisión, aproximadamente ocho millones de telespectadores visualizaron el capítulo, de forma que acabó en la posición quincuagésimo primera en las calificaciones de los estrenos de la semana. Tras su lanzamiento, la Liga Católica, una organización antidifamación y defensora de los derechos civiles, se sintió ofendida por una de las escenas, aunque finalmente el criticismo fue ignorado en gran medida por el personal de Los Simpson. No obstante, una vez lanzada la colección en DVD de la décima temporada de la serie —donde se incluye «Lisa Gets an "A"»—, la mayoría de las evaluaciones fueron positivas.

## Sinopsis
Después de una larga mañana en la iglesia, los Simpson acuden a la tienda de comestibles Eatie Gourmet's para aprovecharse de las muestras gratis en vez de tomarse un brunch, tras la sugerencia de Bart de si pueden hacerse católicos para que les den «obleas de comunión y [una] bebida». En el local, Homer quiere comprar una langosta, pero debido a que las más grandes son demasiado caras, opta por hacerse con una pequeña, alimentarla y después «comerse los beneficios». En ese mismo lugar, también busca sabores comunes de helados, ya que los que hay le resultan extraños, por lo que introduce a Lisa en el fondo del congelador en busca de alguno, pero esta acaba por resfriarse.
Aunque a la niña le disgusta la idea, Marge quiere que no vaya a la escuela y se quede en casa durante los próximos días para recuperarse. Para mantenerse entretenida, Lisa comienza, aunque con reticencias al principio, a jugar con los videojuegos de su hermano, pero pronto acaba volviéndose adicta e ignora su tarea escolar, que trataba de leerse el libro El viento en los sauces que le había entregado Ralph. Además, intenta engañar a su madre para permanecer más tiempo en casa, aunque esta le vuelve a llevar al colegio precisamente el día en el que había examen de la lectura. Debido a que no se había leído la obra, no se sentía preparada para hacerlo, así que durante un descanso acude a Bart para que le ayude, y este le lleva con Nelson, quien le da las respuestas del test. La señorita Hoover califica los éxamenes durante el recreo y Lisa consigue una nota de A+++. Al mismo tiempo, Homer empieza a sentirse encariñado con la langosta y le pone el nombre de «Pinchy» —«Tenacitas» en España y «Tenazas» en Hispanoamérica—. De hecho, cuando llega el momento de cocinar el crustáceo, Homer se ve incapaz de hacerlo y en su lugar lo declara como un miembro más de la familia.
Homer y Marge se sienten muy orgullosos por el «logro» de su hija, aunque ella empieza a sentirse culpable por haber hecho trampa. Al día siguiente en el colegio, el director Skinner informa a Lisa que su nota ha elevado la calificación de la institución al mínimo estándar, y ahora pueden optar a recibir una subvención básica. No obstante, la niña avisa que hizo trampa, pero Skinner y el superintendente Chalmers tratan de convencerla para que mantenga el secreto y así conservar el dinero. Durante, la presentación de la noticia, Lisa reconoce la importancia de esa subvención, pero como para ella decir la verdad es primordial, confiesa que hizo trampa. Sin embargo, esto ya había sido anticipado por el director, quien había montado un evento falso, en el que Otto se disfraza del inspector Atkins, antes de que el auténtico llegue, por lo que consiguen mantener los fondos. Finalmente, de vuelta a casa, Homer da un baño caliente a Pinchy, quien acaba siendo cocinado de forma accidental; consternado, se come la langosta él solo, quien la encuentra deliciosa.

## Producción

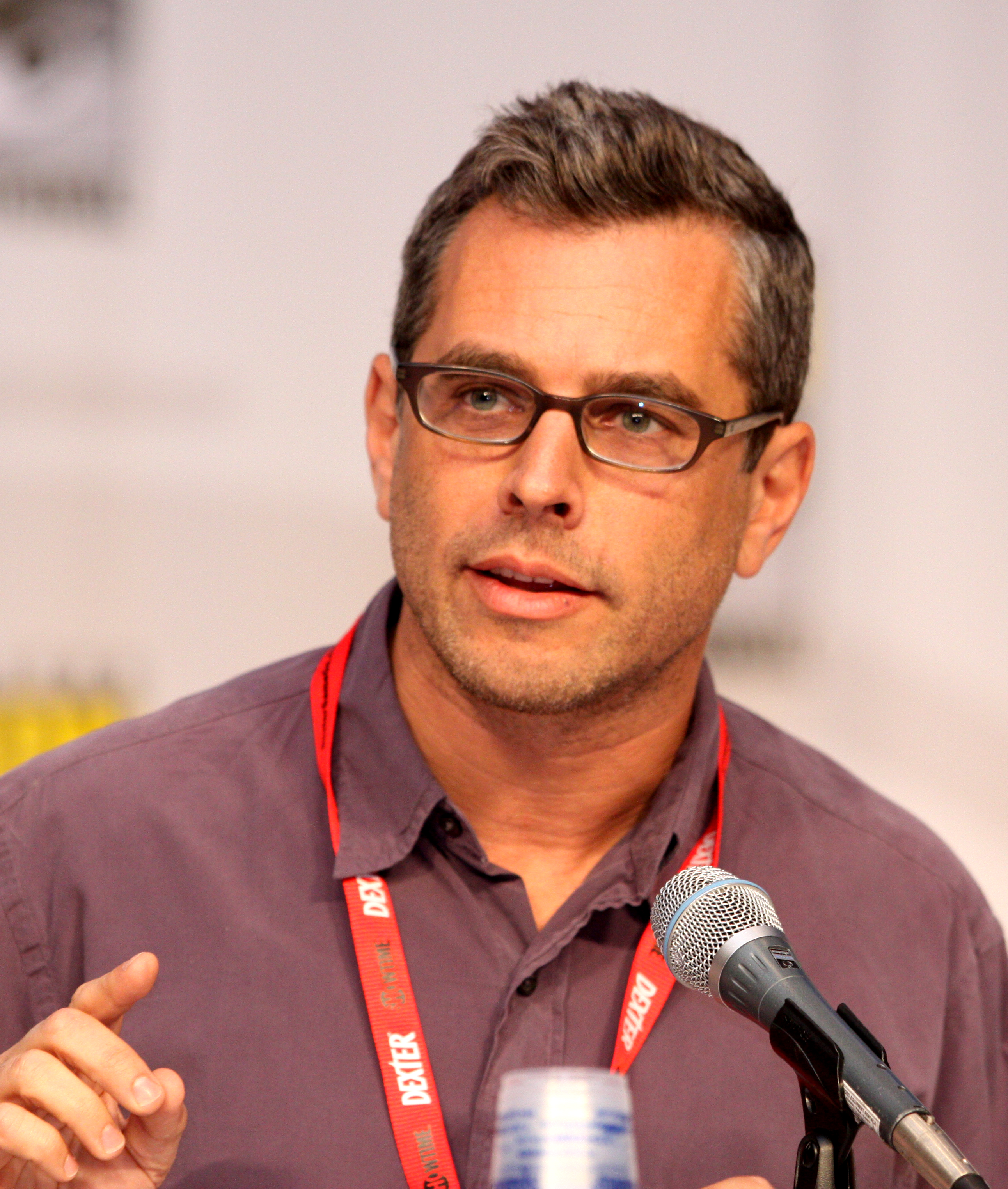
Richard Appel (en la imagen) concibió la trama secundaria del episodio, que involucraría a Homer comprando una langosta, con la que luego se encariñaría.

La dirección de «Lisa Gets an "A"» corrió a cargo de Bob Anderson, mientras que el guion fue redactado por Ian Maxtone-Graham. No obstante, ninguna de las dos tramas fue concebida por Maxtone-Graham, ya que la principal, que involucra a Lisa y su examen, fue imaginada por su compañero Ron Hauge, mientras que la parte sobre Homer y la compra de la langosta fue ocurrencia del guionista Richard Appel. Los redactores encontraron en un principio algunas dificultades para que «la trama secundaria se pusiera en marcha» y llevó mucho tiempo elaborar un tercer acto, según Maxtone-Graham. También debatieron acerca del nombre que Homer pondría a la langosta; a Hauge se le ocurrió en un primer momento «Shelly», aunque finalmente acordaron que fuese «Pinchy» —«Tenacitas» en España y «Tenazas» en Hispanoamérica—. Hauge también propuso el nombre «Eatie's Gourmet» para la tienda de comestibles. En las últimas escenas del episodio, en las que Homer se come a Pinchy, Dan Castellaneta improvisó buena parte de los diálogos, quien además de al padre, le pone la voz a otros personajes de la serie. También se necesitó mucho tiempo para que los guionistas produjeran un final para el argumento principal del episodio, con el que en última instancia montaron uno inspirado en la película de 1973, El golpe.
En la vida real, las langostas solo son rojas una vez que se han cocinado, de forma que en su estado natural son de color negro. Sin embargo, en «Lisa Gets an "A"» el crustáceo es rojo en todo el episodio. El videojuego de Dash Dingo fue difícil de animar, ya que, según Hauge, los productores tenían que «hacer que se pareciese menos al estilo de Los Simpson». Para conseguir el efecto deseado, el equipo decidió pixelar ligeramente los fotogramas del videojuego. En el capítulo participaron por segunda vez Gavin y su madre, quienes hicieron sus primeras apariciones en la serie en el episodio de la séptima temporada, «Marge Be Not Proud», y sus voces fueron puestas por Tress MacNeille en ambos casos. Harry Shearer puso la voz del falso auditor Atkins, mientras que del verdadero se encargó Hank Azaria, el cual es un miembro regular entre el reparto protagónico de la serie. El nombre del personaje se basó en Jacqueline Atkins, una asistente de guion en Los Simpson. También cabe mencionar las voces de Marcia Wallace, Pamela Hayden, Maggie Roswell, Russi Taylor y Karl Wiedergott.